# Џонсберг (Мисури)
Џонсберг (енгл. Jonesburg) град је у америчкој савезној држави Мисури.

## Демографија
По попису из 2010. године број становника је 768, што је 73 (10,5%) становника више него 2000. године.
| Група             | 2000.       | 2010.       |
| Белци             | 669 (96,3%) | 717 (93,4%) |
| Афроамериканци    | 10 (1,4%)   | 6 (0,8%)    |
| Азијати           | 0 (0,0%)    | 1 (0,1%)    |
| Хиспаноамериканци | 4 (0,6%)    | 17 (2,2%)   |
| Укупно            | 695         | 768         |